# Nexus: The Jupiter Incident
Pour les articles homonymes, voir Nexus.
Nexus: The Jupiter Incident est un jeu vidéo de stratégie en temps réel développé par Mithis Entertainment et édité par HD Interactive, sorti en 2004 sur Windows.

## Trame
Debut du XXIIe siècle. L'humanité a conquis le système solaire. À la suite d'une terrible guerre, l'autorité réelle du gouvernement terrien ne dépasse pas l'orbite lunaire, le reste du système solaire étant de facto sous le contrôle des méga-corporations. La dernière tentative de l'ISA (International Space Agency, le bras armé du gouvernement terrien) de rétablir l'autorité de la Terre fut le Projet Noah, qui consistait à envoyer des colons via un vortex situé près de Mars, s'est transformée en désastre quand le vortex s'est effondré. 
Depuis lors, c'est la guerre froide entre les méga-corporations. Mais la découverte d'un vaisseau alien près de Jupiter et la redécouverte du vortex près de Pluton, vortex qui conduit aux colons du Projet Noah alliés à plusieurs races aliens, vont marquer un tournant dans l'Histoire.

## Système de jeu
Le jeu se joue via une douzaine de commandes, qui diffèrent selon que l'on manipule un vaisseaux, un groupe de vaisseaux, ou des appareils embarqués. Ces commandes peuvent également être activées via les touches de fonction. On peut également définir l'attitude du vaisseau : agressive, défensive, furtive, neutre; réassigner l'énergie de réserve aux systèmes (capteurs, CME, CCME), aux boucliers, aux armes ou aux moteurs; définir des priorité de réparation ou encore activer chaque élément (armes, capteurs, boucliers, moteurs) individuellement.

## Accueil
| Nexus: The Jupiter Incident |      |       |
| Média                       | Pays | Notes |
| Canard PC                   | FR   | 9/10  |
| GameSpot                    | US   | 83 %  |
| IGN                         | US   | 82 %  |
| Jeuxvideo.com               | FR   | 16/20 |
| Compilations de notes       |      |       |
| Metacritic                  | US   | 77 %  |